# Unforgiven 2008
Unforgiven 2008 was een professioneel worstel-pay-per-viewevenement dat georganiseerd werd door de World Wrestling Entertainment. Dit evenement was de 11e en laatste editie van Unforgiven en vond plaats in het Quicken Loans Arena in Cleveland (Ohio) op 7 september 2008.
Het "main event" van dit evenement was een Championship Scramble voor het World Heavyweight Championship tussen John "Bradshaw" Layfield, Batista, Chris Jericho1, Rey Mysterio en Kane.

## Wedstrijden
| Nr.                                                                          | Match | Winnaar(s)          |
| ---------------------------------------------------------------------------- | --- | ------------------- |
| -                                                                            | Evan Bourne vs. John Morrison in een één-op-één match | Evan Bourne         |
| 1                                                                            | Mark Henry (c) vs. The Miz vs. Matt Hardy vs. Chavo Guerrero vs. Finlay in een Championship Scramble voor het ECW Championship                              | Matt Hardy (nc)     |
| 2                                                                            | The Legacy (Cody Rhodes & Ted DiBiase) (c) vs. Cryme Tyme (Shad Gaspard & JTG) in een tag team match voor het World Tag Team Championship                   | The Legacy (c)      |
| 3                                                                            | Shawn Michaels vs. Chris Jericho in een Unsanctioned match                                                                                                  | Shawn Michaels      |
| 4                                                                            | Triple H (c) vs. Jeff Hardy vs. The Brian Kendrick vs. Shelton Benjamin vs. Montel Vontavious Porter in een Championship Scramble voor het WWE Championship | Triple H (c)        |
| 5                                                                            | Michelle McCool (c) vs. Maryse in een een-op-eenmatch voor het WWE Divas Championship                                                                       | Michelle McCool (c) |
| 6                                                                            | John "Bradshaw" Layfield vs. Batista vs. Chris Jericho1 vs. Rey Mysterio vs. Kane in een Championship Scramble voor het World Heavyweight Championship      | Chris Jericho (nc)  |
| (c) huidige kampioen voor en na de match \| (nc) nieuwe kampioen na de match | |                     |

1 Chris Jericho verving kampioen CM Punk die tijdens het evenement aangevallen werd door The Legacy.